# Colere
Colere là một đô thị ở tỉnh Bergamo trong vùng Lombardia của nước Ý, có vị trí cách khoảng 90 km về phía đông bắc của Milano và khoảng 45 km về phía đông bắc của Bergamo. Tại thời điểm ngày 31 tháng 12 năm 2004, đô thị này có dân số 1.147 người và diện tích là 18,8 km².
Colere giáp các đô thị: Angolo Terme, Azzone, Castione della Presolana, Rovetta, Vilminore di Scalve.